# Elfi oscuri
Gli elfi oscuri o scuri sono in molte ambientazioni fantasy una particolare tipologia di elfi generalmente improntata alla malvagità e con la propensione alla ricerca del potere e agli atti moralmente deplorevoli. Solitamente, il ramo degli elfi oscuri viene generato in seno alla popolazione elfica in seguito a delle guerre civili. Essi si rivelano spesso come il culmine delle piaghe del mondo, la "punta di diamante" del male, in quanto utilizzano tutte le elevatissime capacità e conoscenze che si attribuiscono la maggior parte delle volte agli elfi per arrivare ai loro fini, senza assolutamente curarsi delle razze "inferiori". Hanno origine dai miti nordici, precisamente dalle figure dei Døkkálfar e degli Svartálfar.

## Descrizione
Gli elfi oscuri sono noti per la loro aggressività, l'inganno, e l'arte dell'invisibilità. Sono molto brutali e crudeli per natura, avendo poca pietà quando si tratta di rubare, combattere, o qualsiasi cosa quando riguarda la vita di un altro essere. Hanno poco rispetto anche per i loro simili, a volte, muovendo guerra l'uno contro l'altro. Tuttavia, i clan sono noti per unirsi per combattere le invasioni e gli attacchi di altre razze. Di solito non si mescolano con le altre razze, e se lo fanno è spesso con un demone o una creatura correlata. Si annidano in luoghi bui e amano le ombre. Raramente salgono in superficie, dove c'è la luce, per scopi inutili. La loro debolezza varia su molte versioni, che includono: calore eccessivo, pioggia, ortiche o i fiori di alcune piante e alberi. Gli elfi oscuri generalmente viaggiano in coppia o in gruppo, dato che le loro tendenze per le incursioni li rendono obiettivi di ritorsioni e violenze da parte delle altre razze.

## Riferimento a drow
I drow, apparsi in Dungeons & Dragons, sono ispirati agli elfi oscuri. Vengono menzionati nella 1 ° edizione del 1977 di Advanced Dungeons & Dragons nel Manuale dei Mostri. Nella serie Baldur's Gate dei videogiochi, i drow sono NPC ostili, e parte del gioco è impostata nella loro città di Ust Natha. Il chierico drow di Shar, Viconia, può essere scelto come un membro del gruppo, mentre in Baldur Gate II: Shadows of Amn come un possibile interesse romantico.
In Icewind Dale, un drow chiamato Nym ruba armi e artefatti ai nani e li vende ai goblin e alle armate degli orchi che attaccano la fortezza elfica Mano Mozzata. Dal momento che gli eserciti sono armati con le armi nani, l'elfo capo Larrel assume i nani, tradendoli e concludendo la loro alleanza. Così Nym è da solo responsabile della caduta dei nani e degli elfi di Dale. Nym può essere trovato nel villaggio dei Svirfneblin, dove venderà un certo numero di artefatti magici e armi al giocatore. Nym appare anche in Icewind Dale II, dove sembra essere in combutta con la Legione della Chimera.
I drow riappaiono nella seconda espansione di Neverwinter Nights, Orde del Sottosuolo, divenendo personaggi giocabili in Neverwinter Nights 2.
Gli Elfi Oscuri nella serie Age of Wonders sono una specie di Elfi.

## Nella cultura di massa
Nella trilogia The Deed of Paksenarrion di Elizabeth Moon gli elfi oscuri sono una setta di elfi che si sono allontanati dal percorso e ora seguono gli dei del male piuttosto che l'"Alto Signore".
Negli scritti della Terra di Mezzo di J. R. R. Tolkien, i Moriquendi, o "Elfi delle Tenebre", erano un gruppo di Elfi che non hanno completato il Grande Viaggio in tutto il continente della Terra di Mezzo, e quindi non videro mai la luce del due alberi a Valinor. Probabilmente, sono gli Elfi che Morgoth torturò per creare gli Orchi della Terra di Mezzo.
In EverQuest gli elfi scuri hanno un ruolo molto fondamentale nel gioco e sono personaggi giocabili. Nel seguito, EverQuest II, gli elfi scuri (conosciuti come Teir'Dal), ancora una volta giocano un ruolo di primo piano. Sono governati dalla regina Cristianos Thex nell'antica città sotterranea di Neriak.
L'Elfo Oscuro è un personaggio chiave per la trama di Mega Man Zero 2 e Mega Man Zero 3.
In Final Fantasy l'Elfo Oscuro re Astos mette il principe del castello Elven a dormire per 5 anni. Nel gioco il giocatore deve trovare Matoya per creare una cura per svegliarlo.
In Final Fantasy IV un boss chiamato l'Elfo Oscuro risiede nella Caverna di Magnetite. Debole contro le armi metalliche, ha creato un forte campo magnetico all'interno della sua tana. Il bardo, Edward, usa la musica che sconvolge la sua concentrazione e con essa il campo. Come ultima risorsa si trasforma in Drago Oscuro.
Nel manuale del gioco di ruolo Fighting Fantasy, elfi scuri sono molto simili alle loro controparti di Dungeons & Dragons. Tuttavia, alcuni dettagli della loro cultura sono state adattate per adattarsi al mondo di Fighting Fantasy.
Alcuni elfi scuri dal mondo immaginario di Record of Lodoss War non sono necessariamente malvagi: questi elfi scuri sono in grado di provare lealtà e amore, come dimostrato dall'elfa oscura Pirotess.
Come con la maggior parte delle razze metaumane di Shadowrun, molti elfi nascono dagli stessi gruppi etnici degli esseri umani, Quelli più vicini agli "elfi oscuri" è una variante chiamati Notturni, la maggior parte dei quali provengono dall'Europa. I Notturni hanno una avversione per la luce del sole e sono diversi da altri elfi possedendo una pelliccia sottile che copre i loro corpi, indistinguibili dai loro pelle a distanza e di solito di colore nero, viola o blu scuro.
Negli universi fittizi di Warhammer Fantasy Battle e Warhammer 40.000, gliElfi Oscuri, chiamati Druchii (parallelamente agli Eldar Oscuri), non abitano sottoterra, invece vivono in città simili a quelle degli Alti Elfi e non hanno la pelle scura. Elfi Oscuri sono maestri di tortura e adorano il dio Khaine, Signore dell'omicidio. Sono governati con il pugno di ferro dal Re Stregone Malekith e dalla sua madre magica Morathi. I Druchii vivono nella terra di Naggaroth e sono predoni crudeli con molto disprezzo per tutte le altre razze, in particolare per i loro parenti Alti Elfi. Gli Elfi Oscuri erano in realtà i responsabili della "Guerra delle Barbe", la grande guerra che ha causato la spaccatura nei rapporti dei Nani e degli Alti Elfi, anche se solo gli Alti Elfi lo sanno.
Nella serie di videogiochi di ruolo The Elder Scrolls, gli Elfi Oscuri (spesso indicato come Dunmer) hanno vissuto generalmente in modo pacifico con le altre razze. Erano la razza predominante di Morrowind, la loro terra natale, e hanno tenuto molte delle più alte posizioni di autorità. Inoltre, gran parte della mitologia che circonda Morrowind ruotava intorno a loro. Sono generalmente conservatori per natura, essendo molto devoti al loro pantheon degli dei, e sono diffidenti nei confronti dei "forestieri". La cultura Dunmer è divisa tra la popolazione costante della città e le tribù nomadi Ashlander. Oscuro può essere facilmente applicato a loro come "cupo" o "morboso", perché tale è il loro temperamento. Si dice che i Dunmer sono stati puniti con gli occhi rossi e il colore scuro-bluastro della pelle da Azura, uno dei più importanti Daedra, sia per avergli disobbedito in uno dei momenti più cruciali della loro storia e per la tornitura di adorare il Tribunale, con il quale uccisero Nerevar, il salvatore dei Dunmer. Molti studiosi imperiali preferiscono la teoria che la pelle grigio-azzurro è una risposta adattativa per le frequenti eruzioni vulcaniche su Vvardenfell. In realtà, il termine Dunmer significa più propriamente Elfi Maledetti; tuttavia, il termine Elfi Oscuri è molto più usato. Anche se generalmente civili, i Dunmer possiedono molti tratti selvaggi e barbarici. Mentre il Tribunale mantiene una pace generale tra la gente, le guerre tra la classe dirigente rimane forte nella memoria. Inoltre, grazie all'Armistizio di Morrowind, che mantiene molte delle sue proprie leggi, è l'unica provincia che pratica la schiavitù delle razze "minori", le quali, per i Dunmer, possono essere la maggior parte delle altre razze e persino alcune delle loro specie, tra cui Alti Elfi e Elfi Silvani; tuttavia, in The Elder Scrolls IV: Oblivion si dice che hanno abbandonato questa pratica. Una lunga durata della vita è comune tra i membri della razza. Alcuni Elfi Oscuri si dice che hanno vissuto per 1000 anni.
In Might and Magic VIII gli Elfi Oscuri sono una delle specie dominanti sul continente Jadame del pianeta Enroth, disponibili come personaggi giocabili. Sono tranquilli e abitano il paese di Alvar, che comprende l'importante città portuale Ravenshore nel sud di Jadame. In Heroes of Might and Magic V, gli Elfi Oscuri sono una fazione che vive nel tunnel sotto la superficie. Sono discendenti dei seguaci di Tuidhanna, in origine una rinnegata Regina degli Elfi, i cui abitanti sono stati accusati di incendiare l'albero gigante Brythigga, sacro alla Elfi Silvani.
Nel gioco di ruolo fantascientifico Fading Suns, le razze extraterrestri Ur-Obun e l'Ur-Ukar sono, rispettivamente, interpretazioni di fantascienza degli alti elfi ed elfi scuri, un po' simile agli Eldar e gli Eldar Oscuri di Warhammer 40.000. Tuttavia, in contrasto con la solita rappresentazione di elfi scuri, gli Ur-Ukar non sono intrinsecamente malvagi, ma semplicemente in possesso di una predisposizione per il comportamento diretto, a volte violento e con una certa ambiguità morale.
Nella serie di Warcraft gli elfi della notte (Kal'dorei) hanno una società basata sui drow, ovvero donne al comando, guerriere e sacerdotesse mentre gli uomini druidi; in World of Warcraft, tuttavia, queste divergenze vengono accantonate e ogni elfo della notte può scegliere il proprio ruolo. Nell'espansione Legion compaiono i Nobili Oscuri (Shal'dorei) che sono ispirati in tutto sui drow: originariamente elfi della notte, vennero esposti alle energie del Pozzo Oscuro ottenendo pelle scura, capelli bianchi e occhi luminosi, mentre la loro società è rimasta agli albori della loro razza; inoltre sono presenti i Fal'dorei, metà Nobili Oscuri e metà ragni - ispirati ai Drider.